# Dichrorampha petiverella
Dichrorampha petiverella là một loài bướm đêm thuộc họ Tortricidae. Nó được tìm thấy ở the Palearctic ecozone.

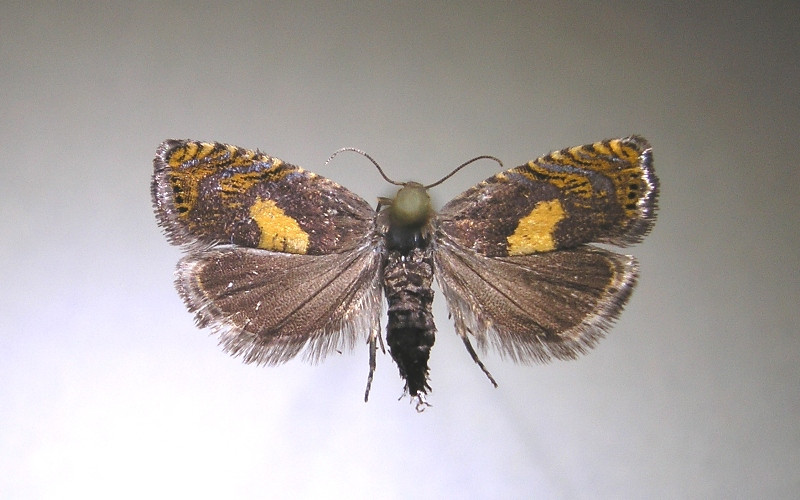
Mounted

Sải cánh dài 10–13 mm. Con trưởng thành bay từ tháng 4 đến tháng 8. .
Ấu trùng ăn Achillea millefolium và Tansy.

## Hình ảnh

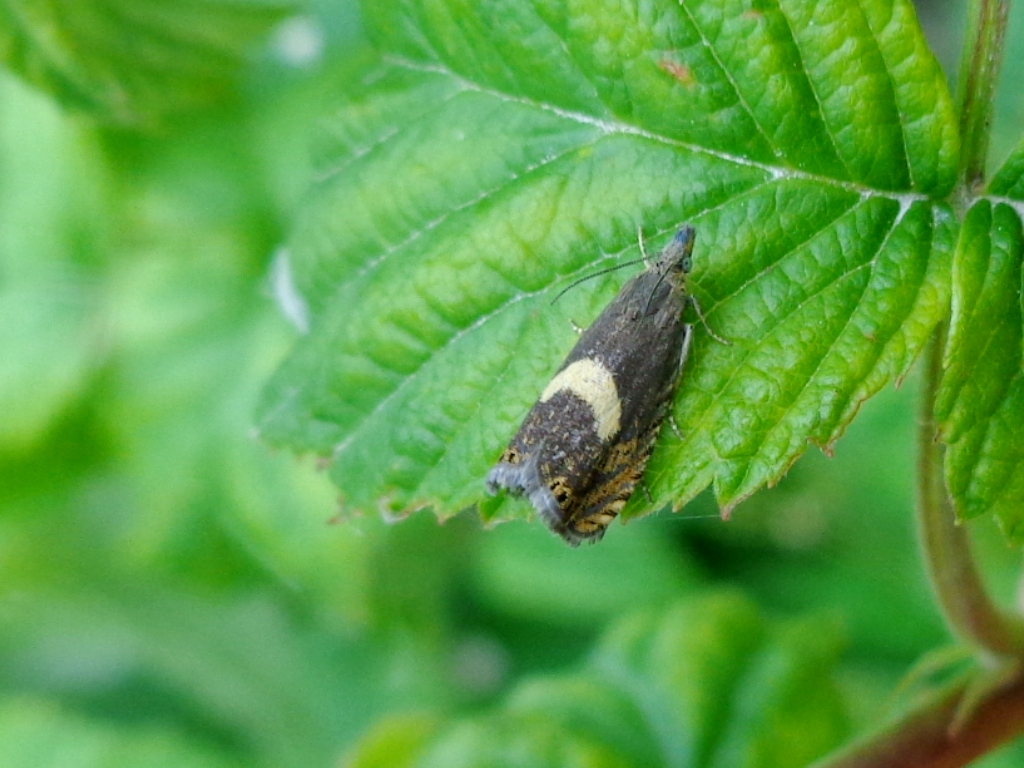
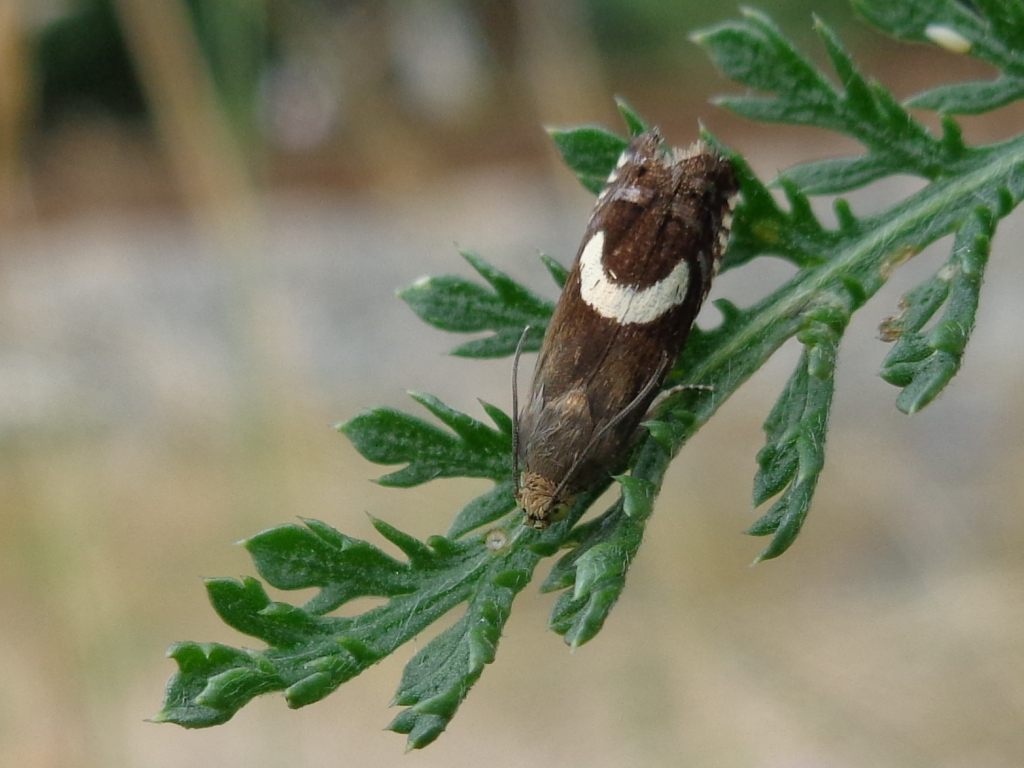
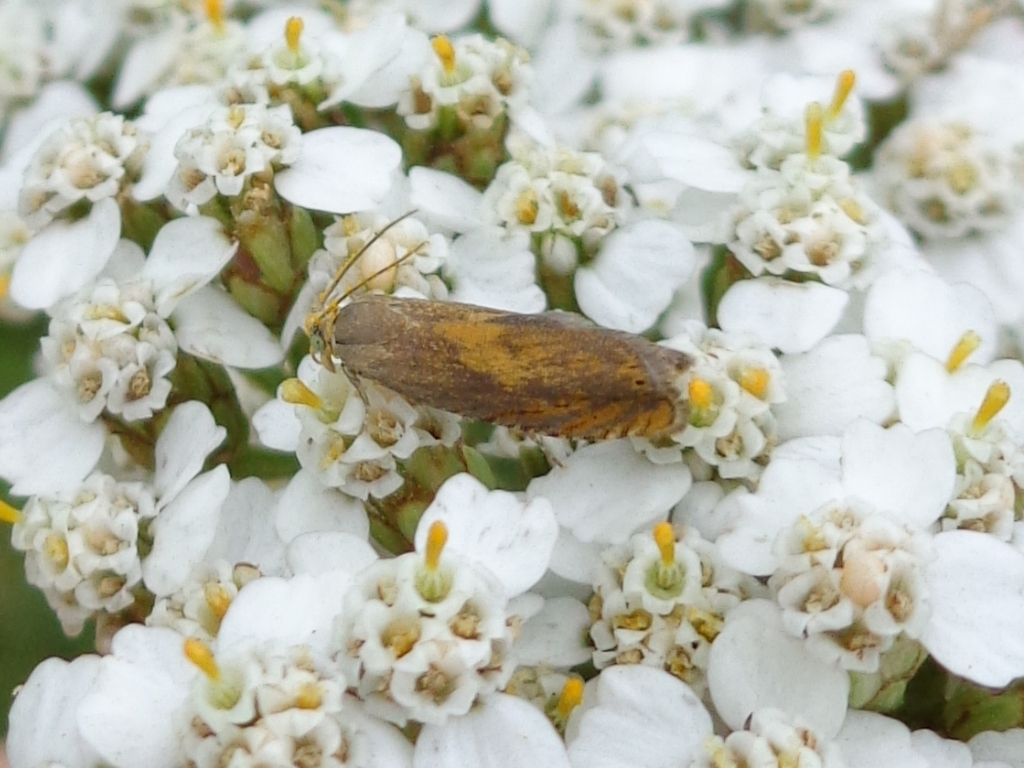
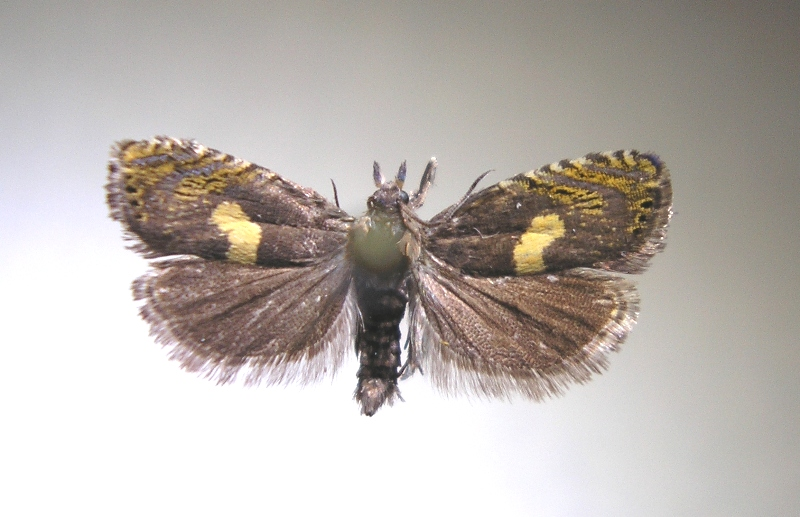